# Paralimnophila maxwelliana
Paralimnophila maxwelliana är en tvåvingeart som beskrevs av Günther Theischinger 1996. Paralimnophila maxwelliana ingår i släktet Paralimnophila och familjen småharkrankar. Inga underarter finns listade i Catalogue of Life.